# Charles Pickel
Charles Pickel, né le 15 mai 1997 à Soleure en Suisse, est  footballeur international congolais. Il évolue au poste de milieu défensif à l'US Cremonese.

## Actualité recente
Léopards : Charles PickelLe milieux de terrain des Léopards, Charles Pickel, viennent de rejoindre l'équipe à Dawilz, à Rabat. Il es se entrainés avec le groupe à la septième session d'entraînement de ce lundi 3 juin à 17h00 au Centre national des sports de Moulay Rachid du Maroc. Ce qui fait passer l’effectif de 22 à 24 joueurs. Seul Dylan Batubinsika est attendu, après sa belle saison clôturée par une remontée en Ligue 1 française avec l’AS Saint Etienne. Les Léopards vont affronter les Lions de la Téranga, jeudi à Dakar (Sénégal) avant de rejoindre Kinshasa pour accueillir les Eperviers du Togo, le 9 juin, au stade des Martyrs de la Pentecôte.https://www.msn.com/fr-xl/afrique-centre-et-est/republique-democratique-du-congo-actualite/l%C3%A9opards-charles-pickel-et-aaron-tshibola-rejoignent-la-tani%C3%A8re-seul-dylan-batubinsika-attendu/ar-BB1nz8Cf

## Biographie

### En club
D'origine congolaise par sa mère, Charles Pickel est formé par le FC Solothurn, club de sa ville natale, avant de rejoindre le centre de formation du FC Bâle en 2011. Le 16 mai 2016, il joue son premier match en professionnel, en étant titularisé face au FC Lucerne. Une rencontre perdue lourdement par Bâle (4-0). Il glane son premier titre en professionnel en devenant Champion de Suisse lors de la saison 2015-2016.
Le 1er mars 2017, Pickel s'engage en faveur du Grasshopper Zurich pour un contrat de quatre saisons et demi.
Le 2 juillet 2019, Charles Pickel rejoint la France en s'engageant avec le Grenoble Foot 38.
Le 24 août 2021, Pickel signe pour le Famalicão. Il fait sa première apparition sous ses nouvelles couleurs quatre jours plus tard contre le Sporting CP, en championnat. Il est titularisé et les deux équipes se neutralisent (1-1).
Après une saison pleine au FC Famalicão, Charles Pickel rejoint l'Italie le 22 juillet 2022, pour s'engager en faveur de l'US Cremonese.
Charles Pickel a marqué le but permettant l'élimination d'un Napoli en puissance dans le match opposant le Napoli à l'US Cremonese en Coppa Italia.

### En sélection

#### Avec les équipes de Suisse jeunes
Il reçoit sa première sélection avec les moins de 20 ans le 1er septembre 2016, en amical contre la Pologne (2-2). Il inscrit son seul et unique cette sélection le 27 mars 2018, en amical contre l'Italie (victoire 2-3). Pickel officie d'ailleurs comme capitaine lors de cette rencontre.

#### Avec la République Démocratique du Congo
En septembre 2023, il change sa nationalité sportive pour représenter la République Démocratique du Congo, dans le cadre de la dernière journée des éliminatoires pour la Coupe d'Afrique des nations 2023, contre le Soudan. Il fera ses débuts et délivre une passe décisive, match que son équipe remporte deux buts à zéro et synonyme de qualification à la CAN, qui aura lieu en Côte d'Ivoire.
Le 27 décembre 2023, il est retenu dans la liste des vingt-quatre joueurs congolais sélectionnés par Sébastien Desabre pour disputer la Coupe d'Afrique des nations 2023.

## Palmarès

### En club
FC Bâle
- Champion de Suisse
  - 2015-2016 et 2016-2017